# Kumamoto
Kumamoto (japanski:熊本市 Kumamoto-shi) je grad u Japanu na otoku Kyushu. 

## Povijest
Kato Kiyomasa suvremenik Toyotomia Hideyoshia bio je daimyo od polovice administrativne regije Higo 1588. Nakon toga, Kiyomasa je izgradio Kumamoto dvorac. Zbog inovativnog obrambenog dizajna, Kumamoto dvorac se smatrao nesavladivim, a Kiyomasa je uživao ugled kao jedan od najboljih graditelja dvoraca u japanskoj povijesti. Nakon što je 1611. Kiyomasa umro, njegov sin Tadahiro, naslijedio ga je, ali je Tadahira zbacio s vlasti Tokugawa Iemitsu 1632., zamijenivši ga s Hosokawa klanom. Bivši premijer Japana Hosokawa Morihiro je direktni potomak klana Hosokawa od Kumamota. Još jedan poznati političar, bivši predsjednik Perua Alberto Fujimori, također ima korijene iz Kumamota, Fujimorini roditelji emigrirali su iz Kumamota u Peru početkom 20. stoljeća. Trenutna upravno tijelo "Grad Kumamoto" osnovan je 1. travnja 1889. godine.
Kumamoto i okolinu je između 14. i 16. travnja 2016. godine pogodio niz jakih potresa u kojima je poginuo 41 čovjek, ranjeno je više od 3 129 ljudi, a 11 ljudi je nestalo.

## Stanovništvo
Prema popisu stanovništva iz 2010. godine grad ima 731.286 stanovnika, dok je prosječna gustoća naseljenosti 1.880 stan./km2. Veliki Kumamoto (熊 本 都市 圏) ima populaciju od 1.460.000, po popisu stanovništva iz 2000. Te se ne smatra dijelom Fukuoka-Kitakyushu gradskog područja, bez obzira na njihovu zajedničku granicu.

## Gradovi prijatelji
- Heidelberg, Njemačka[2]
- Guilin, Kina
- San Antonio, Teksas, SAD[3]
- Billings, Montana, SAD
- Helena, Montana, SAD
- Bristol, Ujedinjeno Kraljestvo
- Ulsan, Južna Koreja

## Vanjske poveznice
- Grad Kumamoto  Arhivirana inačica izvorne stranice od 23. travnja 2003. (Wayback Machine)